# Chang Chen
Chang Chen (Taipei, 14 oktober 1976) soms geschreven als Chen Chang volgens de westerse naamvolgorde, is een Taiwanees acteur.
Chang komt uit acteerfamilie waarvan zijn vader Chang Kuo-chu eveneens acteur is. In 1990 werd Chang door regisseur Edward Yang geselecteerd voor de hoofdrol in de film A Brighter Summer Day. Zijn vader speelde de rol van vader van de hoofdpersoon in dezelfde film. In 2000 speelde hij in de film Crouching Tiger, Hidden Dragon van regisseur Ang Lee de rol van de bandiet Luo Xiaohu. Hij speelde ook een rol in de film 2046 uit 2004 van regisseur Wong Kar-Wai. In 2008 was Chang te zien in de film Red Cliff van regisseur John Woo in de rol van Sun Quan. In 2018 werd hij benoemd tot jurylid van het 71ste Filmfestival van Cannes.